# Marcell Fodor
Marcell Fodor (ur. 27 października 1987 w Székesfehérvár) – węgierski piłkarz, występujący na pozycji obrońcy.